# 23109 Masayanagisawa
23109 Masayanagisawa è un asteroide della fascia principale. Scoperto nel 1999, presenta un'orbita caratterizzata da un semiasse maggiore pari a 3,2165834 UA e da un'eccentricità di 0,1532570, inclinata di 7,66142° rispetto all'eclittica.
L'asteroide era stato inizialmente battezzato 23109 Yanagisawa per poi essere corretto nella denominazione attuale per risolvere l'ambiguità creatasi dall'aver usato lo stesso eponimo anche per (24157) 1999 VN192.
L'asteroide è dedicato alla planetologa giapponese Masahisa Yanagisawa.